# Natalja Grigorjewna Gutman

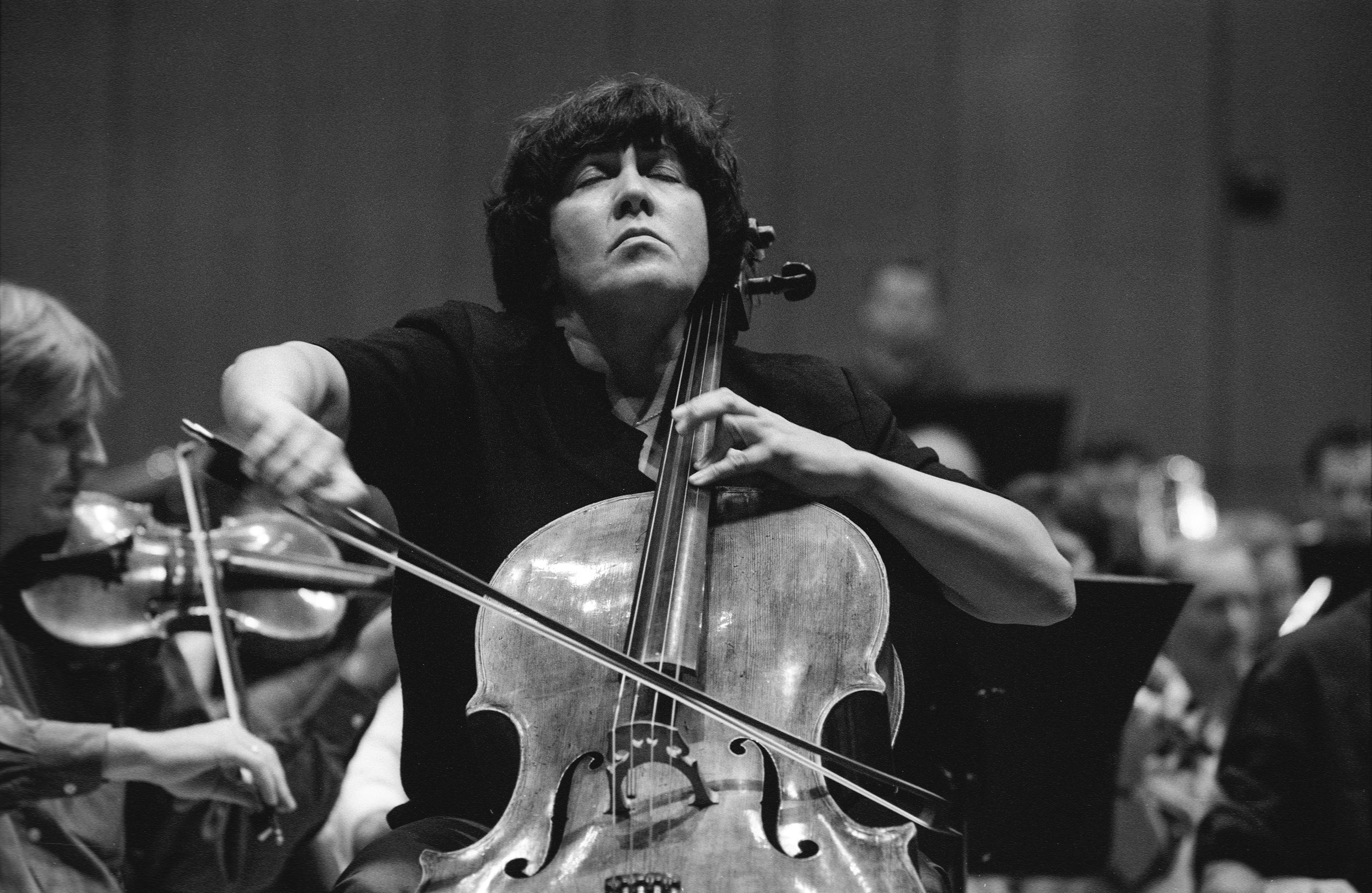
Natalia Gutmann, Porträt von Frank Höhler (1998)

Natalja Grigorjewna Gutman (russisch Наталья Григорьевна Гутман; * 14. November 1942 in Kasan) ist eine russische Cellistin.

## Leben
Natalja Gutman begann mit 5 Jahren Cello zu spielen, unterrichtet von ihrem Großvater Anisim Berlin, einem Geiger und Schüler von Leopold Auer, und ihrem Stiefvater Saposchnikow, einem Pädagogen. Später zog die Familie nach Moskau um, wo sie 13 Jahre lang von der Professorin Galina Kossopulowa ausgebildet wurde. Nach eigenen Angaben zählt sie auch den Pianisten Swjatoslaw Richter zu ihren Lehrern, dem sie als Musikerin viel verdanke.
Schon als Neunjährige gab sie ihr erstes Konzert. Ihre Laufbahn begann mit einer Goldmedaille beim Weltjugendfestival in Wien 1959 und dem dritten Preis im Tschaikowski-Wettbewerb 1962 in Moskau. In diesem Jahr begann sie am Moskauer Konservatorium bei Mstislaw Rostropowitsch zu studieren. Ihre internationale Karriere begann mit dem Gewinn des Ersten Preises beim Internationalen Dvořák-Festival und der Goldmedaille beim ARD-Wettbewerb 1967 in München, den sie in der Kammermusik-Kategorie zusammen mit dem Pianisten Alexei Nasedkin gewann. Zusammen mit ihrem Mann, dem Violinisten Oleg Kagan, und Freunden gab sie private Aufführungen in der Wohnung des Komponisten Dmitri Schostakowitsch, u. a. von dessen 15. Streichquartett und 2. Klaviertrio, sowie den Blok-Liedern. Noch heute zählt sie Schostakowitsch zu dem Komponisten, dessen Werke sie am häufigsten spielt.
In ihrer Ausbildung wurde sie stark von Swjatoslaw Richter beeinflusst, der sie wiederum einmal als „Inkarnation der Wahrhaftigkeit in der Musik“ bezeichnete.
Sie arbeitete unter den Dirigenten Claudio Abbado, Riccardo Muti, Gennadi Roschdestwenski, Wolfgang Sawallisch, Juri Temirkanow, Kurt Masur, Bernard Haitink und Sergiu Celibidache. Zu ihren Partnern in der Kammermusik zählen bzw. zählten Martha Argerich, Oleg Kagan, Jewgeni Kissin, Alexei Ljubimow, Wjacheslaw Poprugin, Swjatoslaw Richter, Isaac Stern, Elisso Wirsaladse und Kirill Troussov.
Von 1991 bis 2004 hatte sie eine Professur an der Hochschule für Musik und Darstellende Kunst Stuttgart inne.
Für das Jahr 2005 übernahm sie den Vorsitz der Jury des Internationalen Rotary Musikwettbewerbs in Moskau.
Gutman lud alljährlich zum Internationalen Musikfest im Wildbad Kreuth am Tegernsee ein, das sie 1990 zusammen mit ihrem Mann Oleg Kagan gegründet hatte und das seit Kagans Tod am 15. Juli desselben Jahres in seinem Gedenken unter dem Namen Oleg-Kagan-Musikfest bis 2012 weitergeführt wurde.
2012 wurde Natalja Gutman mit dem Musikpreis des Verbandes der Deutschen Konzertdirektionen ausgezeichnet, sowie 2013 mit dem 4. Internationalen Schostakowitsch Preis Gohrisch.
Sie lebt in der Nähe von München.

## Repertoire
Obwohl Natalja Gutman das ganze Cello-Repertoire seit dem Barock aufgeführt hat, bevorzugt sie zeitgenössische Werke. Sie hat viele Werke uraufgeführt, insbesondere natürlich die Werke, die für sie persönlich geschrieben wurden von Komponisten wie Alfred Schnittke, Edisson Denissow und Sofia Gubaidulina.

## Aufnahmen
Von den Komponisten des Barock hat Natalja Gutman die kompletten Bach-Solo-Suiten vorgelegt, von der Romantik die vollständige Kammermusik von Schumann, von der Moderne die für sie geschriebenen Werke von Alfred Schnittke. 1988 nahm sie die Schostakowitsch-Konzerte Nr. 1 und 2 auf, 1989 das Cellokonzert von Dvořák. Für Aufregung sorgte 1968 das fast mit doppelter Geschwindigkeit aufgenommene Boccherini-Konzert.